# Abram Wielikoriecki
Abram Nikołajewicz Wielikoriecki (ur. 7 maja 1892 w miejscowości Nowinskoje k. Nowego Niekouzu w guberni jarosławskiej, zm. 4 maja 1979 w Moskwie) – rosyjski lekarz chirurg, onkolog, doktor habilitowany nauk medycznych (1939), profesor (1940), autor podręczników medycznych, weteran wojenny, absolwent Uniwersytetu Medycznego im. I.M. Sieczenowa. Za zasługi dla rozwoju rosyjskiej medycyny został odznaczony Orderem Lenina oraz Orderem Czerwonego Sztandaru Pracy.

## Życiorys
Ukończył studia w 1916 roku na Uniwersytecie Medycznym im. I.M. Sieczenowa. W trakcie I wojny światowej służył w Twerze jako lekarz pułkowy. W 1917 roku pracował na wydziale anatomii topograficznej i chirurgii operacyjnej w moskiewskiej Wyższej Szkole Żeńskiej. Podczas wojny domowej brał udział w obronie Carycyna, gdzie dosłużył się stopnia starszego lekarza Brygady Artylerii. W latach 1920–1922 pracował w szpitalu w Carycynie na stanowisku kierownika oddziału chirurgii. W latach 1922–1924 był asystentem naukowym w Instytucie Kształcenia Zaawansowanego Lekarzy kierowanego przez moskiewski szpital znajdujący się przy Cerkwi Ikony Matki Bożej „Wszystkich Strapionych Radość” w Moskwie. Do 1924 roku pracował jako starszy pracownik naukowy Moskiewskiego Instytutu Naukowego oraz szef studiów medycznych na Uniwersytecie medycznym w Riazaniu (pierwotnie 3 i 4 Moskiewski Instytut Naukowy przeniesione do Riazania w latach 50 XX w.).
W latach 1927–1941 pracował jako docent (doktor habilitowany) w Katedrze Chirurgii w Moskiewskim Instytucie Medycznym i w tym samym czasie był zastępcą dyrektora naukowego. W latach 1927–1940 był dziekanem wspomnianej jednostki naukowej. W latach 1941–1943 wspólnie z Instytutem został ewakuowany w związku z działaniami wojennymi. W tym czasie był szefem wydziału chirurgii ogólnej. Po powrocie z ewakuacji w 1943-1951 był profesorem Katedry Chirurgii Moskiewskiego Instytutu Medycznego i dziekanem Moskiewskiego Instytutu Medycznego powstałego przy Ministerstwie Zdrowia RFSRR.
W latach 1951- 1961. pełnił funkcję szefa Kliniki Chirurgii Ogólnej w Pierwszym Moskiewskim Państwowym Uniwersytecie Medycznym im. I.M. Sieczenowa. Od 1962 pełnił funkcję konsultanta naukowego w Ministerstwie Kontroli Zdrowia RFSRR.

## Dorobek naukowy
W pracy zawodowej Abram Nikołajewicz Wielikoriecki poświęcił się problemom diagnostyki i leczenia nowotworów złośliwych żołądka, przełyku, wątroby oraz trzustki. Do jego zainteresowań należały również urazy rolne, leczenie złamań i chronicznych nieswoistych chorób płuc, zapobieganie powikłaniom pooperacyjnym, diagnozowanie i terapia stanów krytycznych. Zaproponował nowe metody leczenia operacyjnego złamań kręgosłupa i barku. Opracował oryginalną metodę do usuwania dużych fragmentów wątroby. Pod przewodnictwem Abrama Wielikorieckiego odbyły się pierwsze w Rosji badania na temat chirurgii trzustki i chirurgicznym leczeniu wrzodziejącego zapalenia jelita grubego na podstawie techniki pankreatoduodenektomii. Przeprowadzał badania dotyczące zapobieganiu problemom hipoproteinemii u pacjentów chirurgicznych oraz choroby zakrzepowo-zatorowej w okresie pooperacyjnym.
Był autorem podręczników dla szkół medycznych, lekarzy, pracowników medycznych oraz redaktorem naczelnym pisma Asystent medyczny i położna.